# Hunedoara
Hunedoara (del húngaro: Vajdahunyad) es una ciudad rumana. Con unos 71 257 habitantes, es la ciudad más poblada del distrito con el mismo nombre.

## Demografía
La cifra más alta de la curva demográfica de Hunedoara ha sido 81 337 habitantes en 1992. Ahora, por culpa de la caída de la industria, la población de Hunedoara emigra hacia otras localizaciones de Europa. En el censo de 2002 en Hunedoara vivían 71 257 personas de las cuales hay:
- rumanos: 65 156 personas o 91,43 %
- húngaros: 4336 o 6,08 %
- gitanos: 1169 o 1,64 %
- otros: menos de 0,5 % por cada etnia

Desde el punto de vista religioso la gran mayoría (el 85,63 %) pertenecen a la Iglesia ortodoxa rumana. El resto (14,37 %) se divide en más de 17 cultos diferentes.
El 16,88 % de los habitantes de Hunedoara tiene menos de 14 años cifra casi igual a los que tienen más de 60 años (16,31 %).

## Economía
Hunedoara es una ciudad industrial. El sector mejor representado es el de la siderurgia pero también existe explotación maderera, producción de muebles, industria de la piel, manufactura textil, una fábrica de alfombras y talleres donde se hacen a artesanalmente productos tradicionales específicos de la zona. La industria del acero comenzó en la ciudad a finales del siglo XIX, con la construcción de los primeros hornos, y decayó a lo largo de la década de 1990.

## Lugares de interés

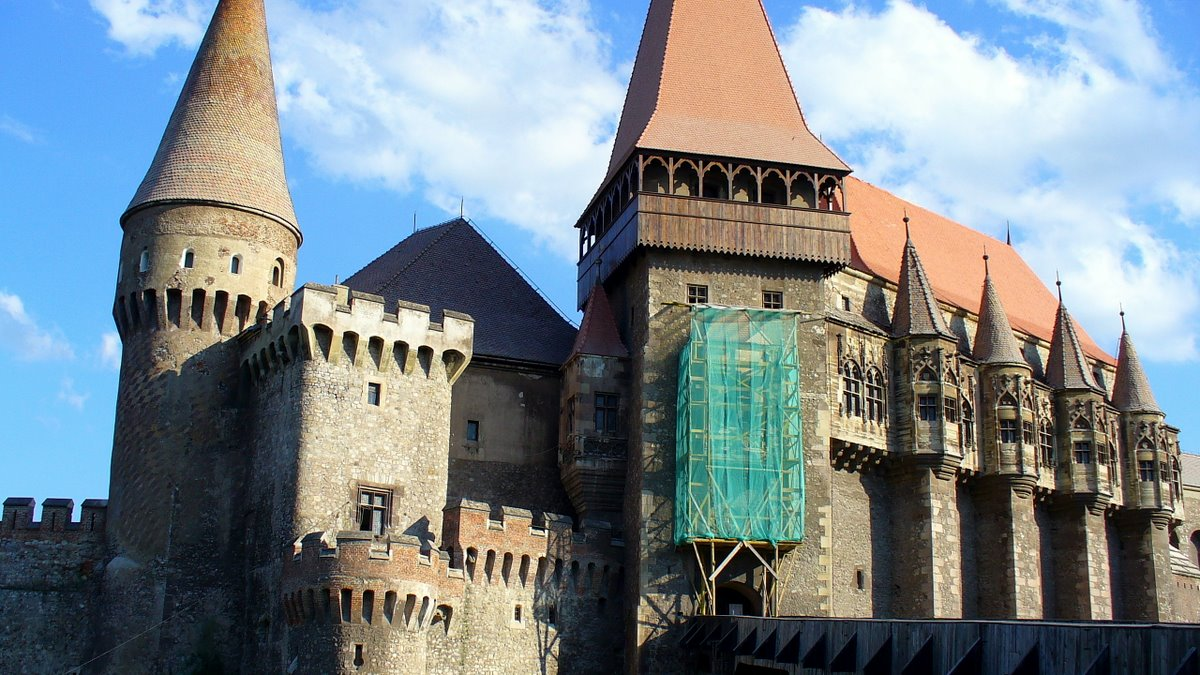
Castillo de Hunedoara

- Castillo de Hunyad. Este castillo fue construido en el siglo XV.
- Lago Cinciş: a 15 km de Hunedoara, está rodeado de un paisaje montañoso muy bello, que atrae a visitantes durante el verano o los fines de semana
- Monasterio Prislop
- Los montes Poiana Ruscă
- Parque zoológico
- Horno de Govăşdia: el segundo horno industrial en altura del mundo, usado para la extracción del hierro y datado en 1806. El primero, aún más antiguo (1750) está situado a pocos kilómetros de Hunedoara, en Topliţa. Pueden visitarse ambos hornos
- Iglesia San Nicolás de Densuş: un edificio que data del siglo XIII.